# Tour Ariane
Tour Ariane este o clădire de birouri din districtul financiar La Défense din orașul francez Puteaux. Zgârie-nori inițial a fost construit în 1975 și avea 152 de metri.
A fost construită în 1975 sub numele de Tour Générale, deoarece Société Générale ocupa cea mai mare parte a spațiului util. Are 152 m înălțime; a fost complet renovat in 2008.
Turnul aparține grupului Unibail-Rodamco de când a fost achiziționat în 1999.